# Master of the Lamps
Master of the Lamps ist ein Musik-Computerspiel, das 1985 von der Spielefirma Activision für den Commodore 64 entwickelt wurde.

## Beschreibung
Der Spieler schlüpft in die Rolle eines jungen Prinzen mit einem weißen Thawb und einem roten Kufiya, in einem fernöstlichen Land lange vor unserer Zeit. Dort sind einige Djins aus ihren Lampen entkommen und drohen Chaos zu verbreiten. Damit der junge Prinz seine rechtmäßige Herrschaft antreten kann, müssen diese Djins wieder in ihre Lampen zurück. Dafür muss man deren Bruchstücke (Puzzleteile) zurückgewinnen.
Das Spiel ist eine Kombination aus Geschicklichkeitsspiel und Gedächtnistrainer. Man ist die meiste Zeit auf einem fliegenden Teppich unterwegs, und durchfliegt einen nächtlichen Himmel. Dabei muss man unfallfrei innerhalb eines Tunnels aus farbigen Rauten manövrieren. Wenn man es bis an das Ende des Levels schafft, muss man Gongs einer Musiksequenz nachspielen. Schafft man diese Aufgabe nicht, startet man wieder am Beginn des Levels. Wiederholt man die Tonfolge – die ein Flaschengeist vorgibt – fehlerfrei, so erhält man ein Stück eines Puzzles, welches am Ende eine Lampe ergibt.

## Portierungen
Das Spiel wurde für die folgenden Systeme veröffentlicht: Apple II, Amstrad CPC, Atari-8-bit und MSX.

## Rezeption
„»Master of the Lamps« ist ein Spiel, bei dem die Programmierer sich ganz auf Grafik und Sound gestürzt haben. Neue Ideen im Spielablauf findet man nicht, doch Freunde schöner Effekte sehen gerne über diesen Mangel hinweg.“